# Elizabeth Olsen
Elizabeth Chase Olsen (Los Angeles, 16 de fevereiro de 1989) é uma atriz e produtora indicada ao Emmy, conhecida por sua interpretação como a Feiticeira Escarlate no Universo Cinematográfico Marvel e por seu papel no Thriller independente Martha Marcy May Marlene.
Sua estreia como atriz ocorreu em 2011, quando ela estrelou o drama de suspense independente Martha Marcy May Marlene, pelo qual foi indicada ao Critics 'Choice Movie Award de Melhor Atriz e Independent Spirit Award de Melhor Atriz, entre outros prêmios.
Posteriormente, estrelou os filmes Silent House (2011), Liberal Arts (2012), Oldboy (2013), Godzilla (2014), I Saw the Light (2015), Ingrid Goes West (2017) e Wind River (2017). Olsen também estrelou a série dramática de televisão Sorry for Your Loss (2018-2019), pela qual ela também atuou como produtora executiva. Estrelou também a série  Amor e Morte (2023) pela qual foi indicada ao globo de ouro de melhor atriz em minissérie.
Ela conquistou reconhecimento internacional pelo seu papel como Wanda Maximoff / Feiticeira Escarlate no Universo Cinematográfico da Marvel, incluindo Capitão América: O Soldado Invernal (cena pós-crédito) (2014) Vingadores: Era de Ultron (2015), Capitão América: Guerra Civil (2016), Vingadores: Guerra Infinita (2018), Vingadores: Ultimato (2019), WandaVision (2021) e Doutor Estranho no Multiverso da Loucura (2022).

## Biografia
Elizabeth nasceu em Sherman Oaks, um distrito da cidade de Los Angeles, na Califórnia. Graduou-se na Universidade de Nova York Tisch School of the Arts e Atlantic Theater Company Acting School, em Nova York. Se dedica à carreira de atriz e já atuou em muitas das produções das irmãs mais velhas as Gêmeas Olsen. Olsen também tem um irmão mais velho, Trent, e dois meio-irmãos mais novos. Em 1996, seus pais se divorciaram. Os Olsens têm ascendência norueguesa e inglesa.
Quando criança, Olsen recebeu aulas de balé e canto. Ela começou a atuar em uma idade jovem, com aparições nos filmes de suas irmãs. Antes dos 11 anos de idade, Olsen teve pequenos papéis em Como o Ocidente se Divertiu e a série direta de vídeos The Adventures of Mary-Kate & Ashley. Tendo aparecido nos vídeos de suas irmãs, quando ela estava no quarto ano, Olsen começou a fazer testes para outros projetos. Ela estudou na Campbell Hall School em North Hollywood, Califórnia, do jardim de infância até a 12ª série.
Após a formatura, ela se matriculou na Tisch School of the Arts da Universidade de Nova York. Em 2009, Olsen passou um semestre estudando em Moscou na Moscow Art Theatre School através do programa MATS no Eugene O'Neill Theatre Centre.

## Carreira

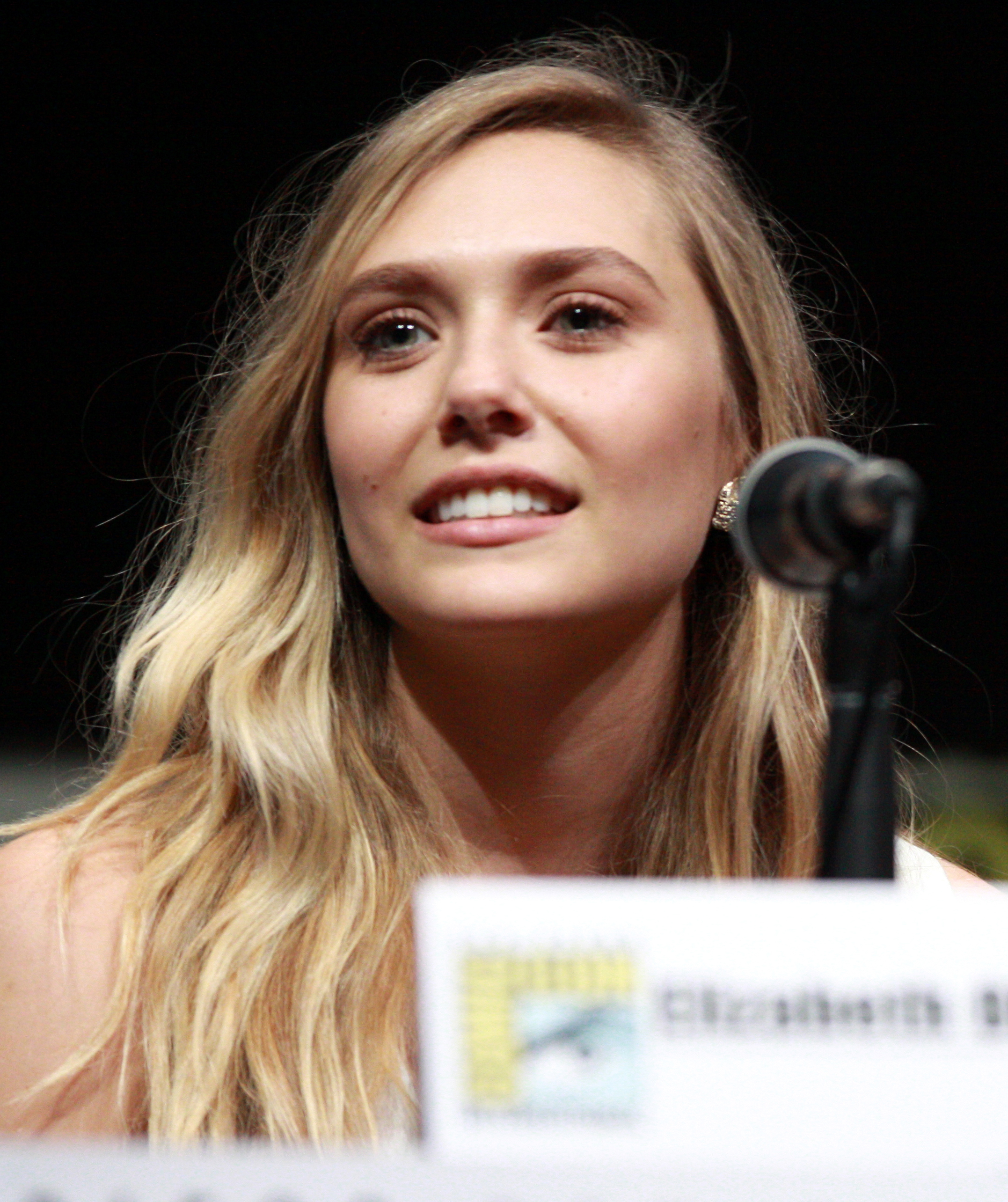
Elizabeth Olsen no San Diego Comic-Con em 2013.

Elizabeth começou sua carreira aos cinco anos de idade, quando atuou em um episódio da série de suas irmãs "The Adventures of Mary-Kate & Ashley: O Caso da Mansão Thorn". Naquele mesmo ano ela atuou também em How the West Was Fun outra produção com suas irmãs. Em 1995, atuou em mais um episódio de "The Adventures of Mary-Kate & Ashley: The Case of The Christmas Caper". Em 1996, participou do último episódio de "The Adventures of Mary-Kate & Ashley: The Case of The Of The U.S Space Camp".
Elizabeth já atuou em três filmes que foram lançados em 2011 e 2012. Ela atuou pela primeira vez no filme Peace, Love, and Misunderstanding (2011), no qual desempenhou o papel de Zoe. Outro filme da atriz é Martha Marcy May Marlene, lançado em 2012. Outro filme em que ela atuou intitula-se Casa Silenciosa, onde desempenhou o papel de Sarah. Foi uma das protagonistas do filme Garotas Inocentes juntamente com Dakota Fanning, em 2013. Protagonizou junto com Tom Hiddleston o filme I Saw The Light, lançado em 2015. Apareceu, também, no vídeo da música "The Queen", de Carlotta.
Em janeiro de 2013, Olsen foi indicado ao prêmio BAFTA Rising Star. Ela co-estrelou em 2013 um remake americano de 2003 do filme sul-coreano Oldboy; ela interpretou Marie, uma jovem assistente social que desenvolveu um relacionamento com o protagonista, interpretado por Josh Brolin. Ela interpretou Edie Parker, primeira esposa de Jack Kerouac e autor do livro de memórias da Beat Generation, You Be Okay, em Kill Your Darlings. Também em 2013, ela retratou o papel principal em In Secret, uma adaptação de 1867 de Émile Zola,uma novela clássica Thérèse Raquin.
Olsen interpretou Audrey Williams, esposa de Hank Williams, gerente e parceira de dueto no filme biopic de 2015 I Saw the Light, dirigido por Marc Abraham e estrelado por Tom Hiddleston como Hank Williams.
Recentemente, a atriz esteve presente no filme-remake Godzilla e teve destaque interpretando Wanda Maximoff, que foi integrada ao Universo Marvel Cinematográfico em Vingadores: Era de Ultron, reprisando o papel em Capitão América: Guerra Civil, Vingadores: Guerra Infinita e Vingadores: Ultimato.
No final de 2018, a Disney confirmou que uma série de televisão da Marvel, estrelada por Olsen, e Paul Bettany seria transmitida em seu próximo serviço de streaming Disney+; WandaVision, foi confirmado em abril de 2019. A série será uma ligação direta ao próximo filme Doutor Estranho no Multiverso da Loucura, onde Olsen foi confirmada para fazer parte do elenco.
Agora em 2023, Sua performance em "Amor e Morte" foi tão impressionante que lhe rendeu uma indicação ao Globo de Ouro na categoria de Melhor Atriz em Filme Dramático. A crítica elogiou sua atuação como uma das mais memoráveis do ano, destacando sua habilidade de mergulhar profundamente na psicologia de sua personagem e trazer à tona suas emoções de forma genuína e impactante.
Elizabeth Olsen se destaca em "Amor e Morte" como uma atriz versátil e talentosa, capaz de transmitir uma gama de emoções de forma autêntica e envolvente. Sua indicação ao Globo de Ouro é um reconhecimento merecido de seu talento e dedicação à arte da atuação.

## Vida pessoal
Olsen estudou na Universidade de Nova York 's Tisch School of the Arts e da empresa Atlantic Theater e se formou em março de 2013, depois de seis anos de estudo intermitente. A linha de roupas de suas irmãs "Elizabeth and James" foi nomeada em homenagem a ela e seu irmão mais velho. Olsen e Boyd Holbrook ficaram noivos em março de 2014, mas depois terminaram o noivado em janeiro de 2015. Olsen e Robbie Arnett de Milo Greene ficaram noivos em 2019. Olsen é ateia desde os 13 anos de idade.

## Filmografia

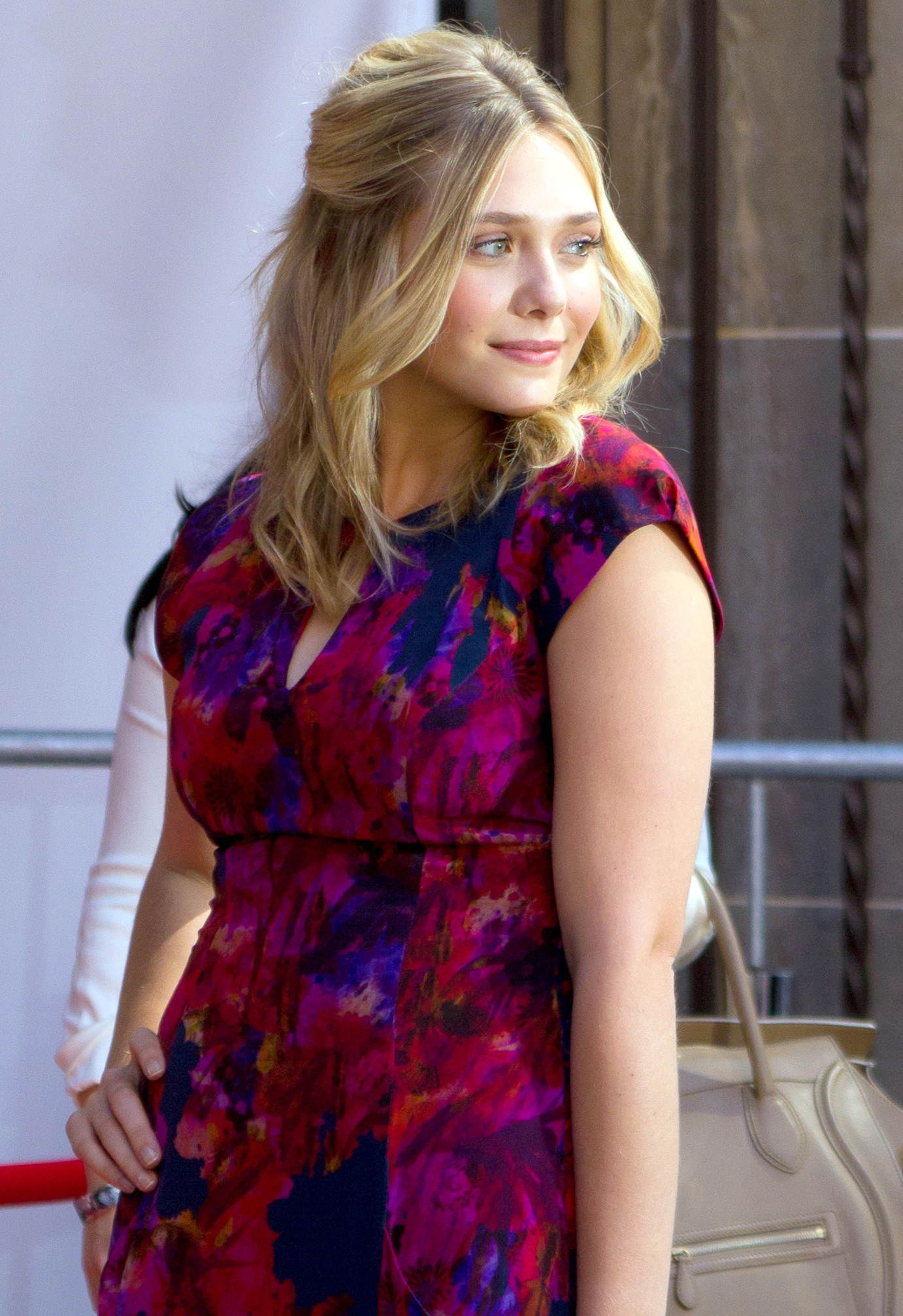
Olsen em 2011

### Cinema
| Ano  | Título                                      | Papel                                 |
| ---- | ------------------------------------------- | ------------------------------------- |
| 2011 | Silent House                                | Sarah                                 |
| 2011 | Martha Marcy May Marlene                    | Martha                                |
| 2011 | Peace, Love & Misunderstanding              | Zoe                                   |
| 2012 | Red Lights                                  | Sally Owen                            |
| 2012 | Liberal Arts                                | Zibby                                 |
| 2013 | Kill Your Darlings                          | Edie Parker                           |
| 2013 | Very Good Girls                             | Gerri                                 |
| 2013 | In Secret                                   | Thérèse Raquin                        |
| 2013 | Oldboy                                      | Marie Sebastian                       |
| 2014 | Captain America: The Winter Soldier         | Wanda Maximoff                        |
| 2014 | Godzilla                                    | Elle Brody                            |
| 2015 | Avengers: Age of Ultron                     | Wanda Maximoff / Feiticeira Escarlate |
| 2015 | I Saw the Light                             | Audrey Williams                       |
| 2016 | Captain America: Civil War                  | Wanda Maximoff / Feiticeira Escarlate |
| 2017 | Ingrid Goes West                            | Taylor Sloane                         |
| 2017 | Wind River                                  | Jane Banner                           |
| 2017 | Kodachrome                                  | Zooey Kern                            |
| 2018 | Avengers: Infinity War                      | Wanda Maximoff / Feiticeira Escarlate |
| 2019 | Avengers: Endgame                           | Wanda Maximoff / Feiticeira Escarlate |
| 2022 | Doctor Strange in the Multiverse of Madness | Wanda Maximoff / Feiticeira Escarlate |
| 2023 | His Three Daughters                         | Christina                             |
| 2024 | The Assessment                              | Mia                                   |

### Televisão
| Ano       | Título               | Papel                                 | Notas                                    |
| --------- | -------------------- | ------------------------------------- | ---------------------------------------- |
| 1994      | How the West Was Fun | Menina no carro                       | Telefilme                                |
| 1995      | Full House           | Menina com flores                     | Episódio: "Michelle Rides Again: Part 2" |
| 2016      | Drunk History        | Norma Kopp                            | Episódio: "Siblings"                     |
| 2017      | HarmonQuest          | Stirrup                               | Episódio: "The Keystone Obelisk"         |
| 2018-2019 | Sorry for Your Loss  | Leigh Shaw                            | 20 episódios                             |
| 2021      | WandaVision          | Wanda Maximoff / Feiticeira Escarlate | 9 episódios                              |
| 2023      | Love & Death         | Candy Montgomery                      | 7 episódios                              |
| 2023      | What If...?          | Wanda-Merlin                          | 2 episódios                              |
| 2025      | Marvel Zombies       | Wanda Maximoff / Feiticeira Escarlate |                                          |